# شمس الملك إسماعيل
شمس الملك إسماعيل (1113 – 1 فبراير 1135) كان أتابكًا بوريًا (أو حاكمًا سلجوقيًا) لإمارة دمشق من عام 1132 إلى 1135.